# Сергії (рід)

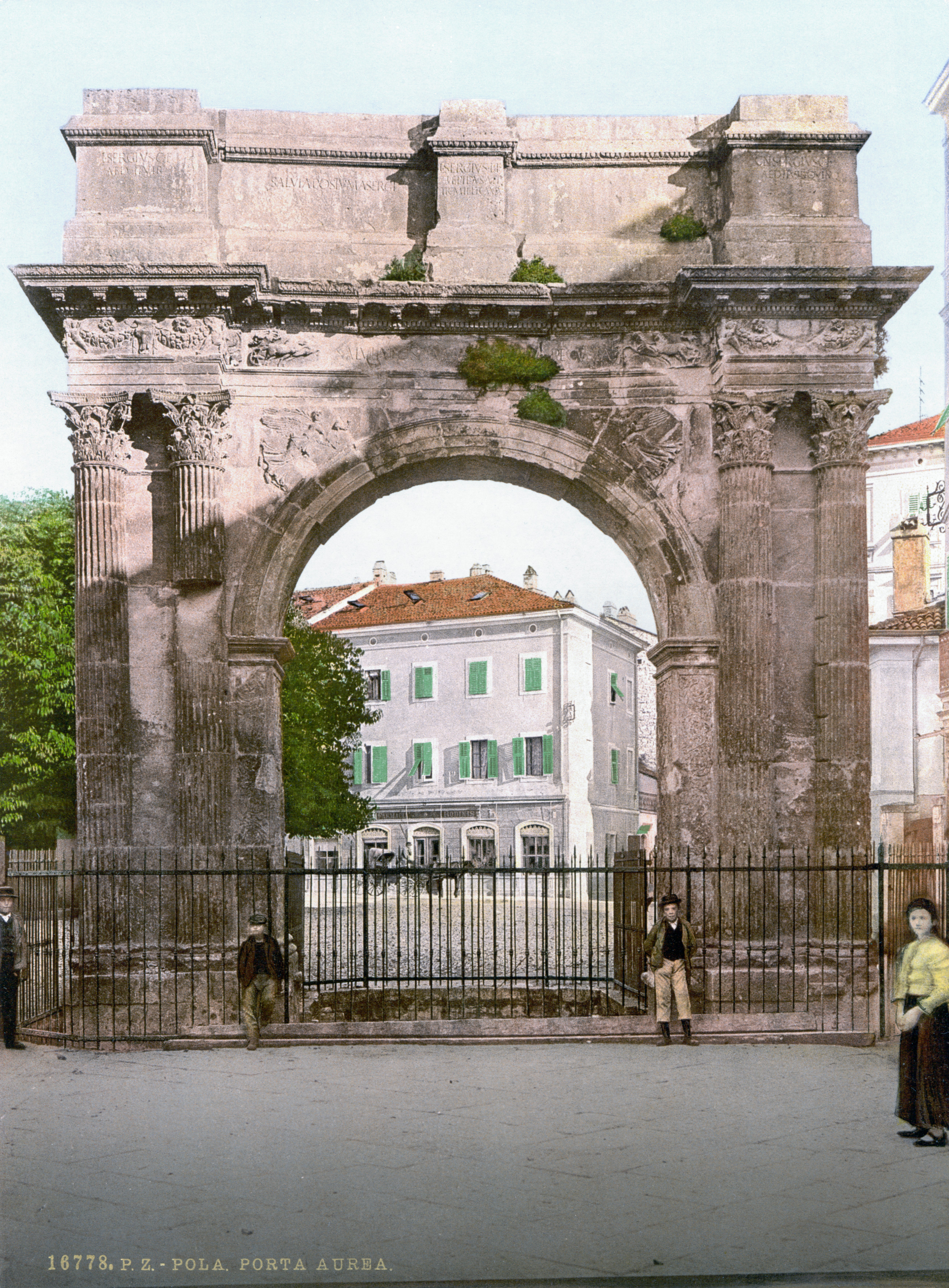
Арка Сергіїв у м. Пула (Хорватія)

Сергії  (лат. Sergii) — патриціанській рід альбанського походження у Стародавньому Римі. Сергії активно брали участь у політичному та громадському житті Рима: займали посаду консула 5 разів, децемвіра — 2 рази. Гілками роду були: Фіденати, Сіли, Катіліни, Ората, Есквіліни, Павли, Планки.

## Найвідоміші Сергії
- Марк Сергій Есквілін, децемвір 450 та 449 років до н. е.
- Луцій Сергій Фіденат, консул 437 та 429 років до н. е., переможець фіденатів та вейєнтів.
- Гней Сергій Фіденат Коксон, військовий трибун з консульською владою 387, 385 і 380 років до н. е.
- Марк Сергій Сіл, претор 197 року до н. е., учасник Другої пунічної війни.
- Гай Сергій Ората (140 до н. е. — після 80 до н. е.), торгівець і успішний підприємець, винахідник, гідроінженер.
- Луцій Сергій Катиліна, сенатор, претор 68 р. до н.е., організатор заколотів 66 та 63 років до н. е.
- Луцій Сергій Павло, консул-суффект 151 року. консул 168 року
- Публій Марцій Сергій Сатурнін, консул 198 року.
- Сергія Плавтіна, мати імператора Кокцея Нерви.